# FIRA Nations Cup 1971-72
La FIRA Nations Cup de la temporada 1971-72  fue la 7° edición con esta denominación y la 12° temporada del segundo torneo en importancia de rugby en Europa, luego del Torneo de las Seis Naciones.

## FIRA Nations Cup
| Lugar | Selección      | Partidos | Partidos | Partidos  | Partidos | Puntos  | Puntos    | Puntos | Tabla de puntos |
| Lugar | Selección      | Jugados  | Ganados  | Empatados | Perdidos | A favor | En contra | dif.   | Tabla de puntos |
| ----- | -------------- | -------- | -------- | --------- | -------- | ------- | --------- | ------ | --------------- |
| 1     | Francia        | 3        | 3        | 0         | 0        | 171     | 18        | 153    | 9               |
| 2     | Rumania        | 3        | 2        | 0         | 1        | 92      | 40        | 52     | 7               |
| 3     | Marruecos      | 3        | 1        | 0         | 2        | 30      | 133       | -103   | 5               |
| 4     | Checoslovaquia | 3        | 0        | 0         | 3        | 9       | 111       | -102   | 3               |

| Bandera de Francia |
| Campeón Francia    |
| Undécimo título    |

## Segunda División

### Semifinales
| 20 de febrero de 1972 | Italia | 0 - 0 | Portugal |  |  |

| 20 de abril de 1972 | Portugal | 7 - 15 | Italia |  |  |

| 15 de diciembre de 1971 | España | 26 - 4 | Yugoslavia |  |  |

| 30 de abril de 1972 | Yugoslavia | 7 - 21 | España |  |  |

### Final
| 14 de mayo de 1972 | España | 10 - 0 | Italia |  |  |

| 21 de mayo de 1972 | Italia | 6 - 6 | España |  |  |

| Bandera de España |
| Campeón España    |
| Primer título     |